# Hronsek
Hronsek (in tedesco Zwickelsdorf o Garanseck, in ungherese Garamszeg) è un comune della Slovacchia facente parte del distretto di Banská Bystrica, nella regione omonima.

## Storia
Il villaggio è citato per la prima volta nel 1500 con il nome di Zyklafalu, anche se sembra che la sua origine debba farsi risalire ai secoli XIII – XIV. Nel 1500 il villaggio di Hronsek fu oggetto di una donazione reale alla città di Zvolen. Successivamente appartenne ai nobili Prokop, Soos e nel XVII secolo ai Géczy. 
Il villaggio conserva un bellissimo castello in stile gotico-rinascimentale del 1576, meta di numerosi visitatori, una chiesa con un bel campanile del 1700 e un castello in stile barocco.